# Mølleporten

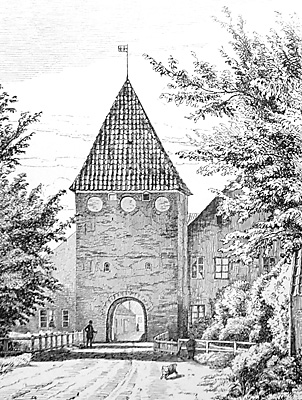
Mölleporten omkring 1896

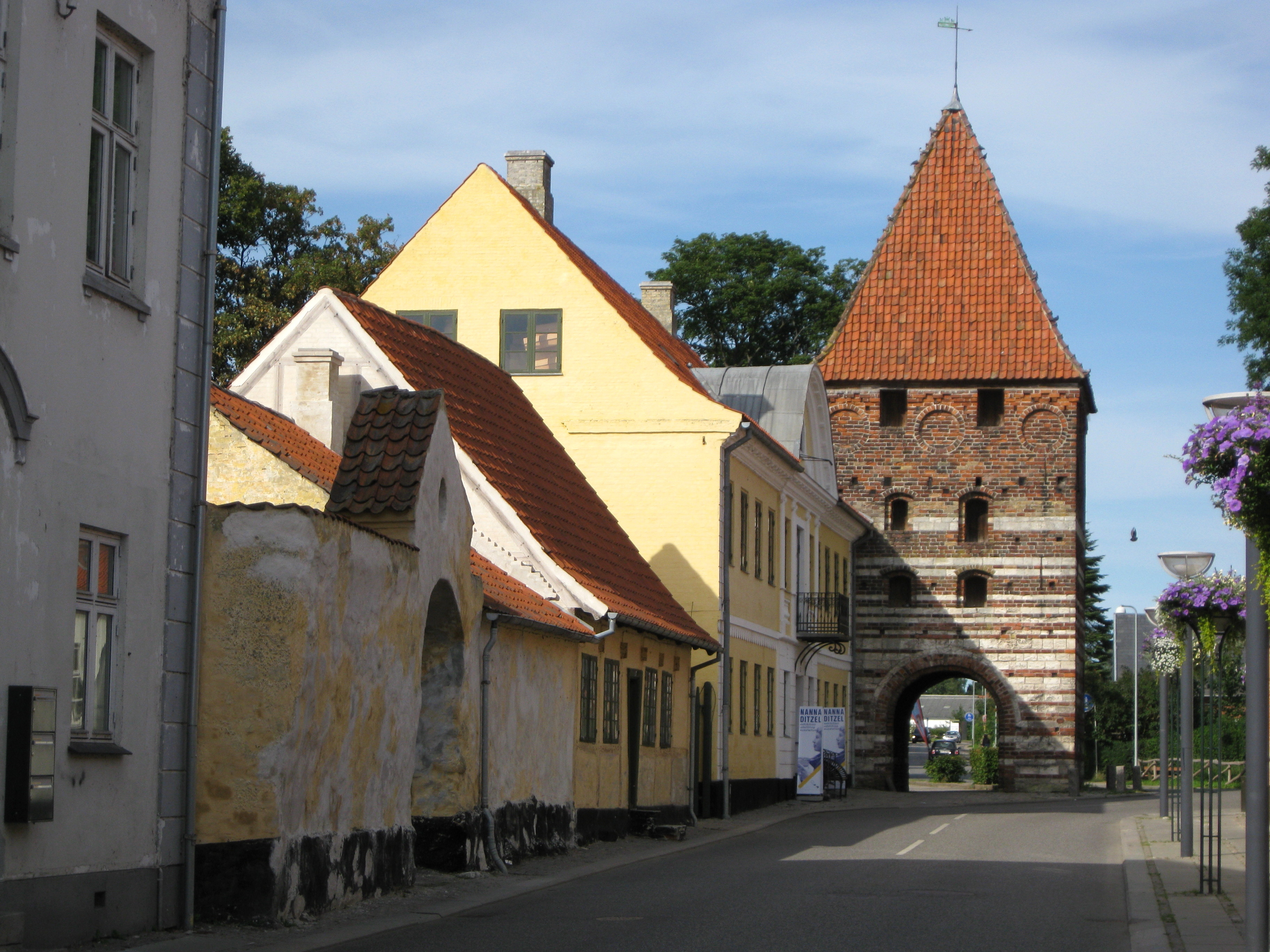
Mölleporten

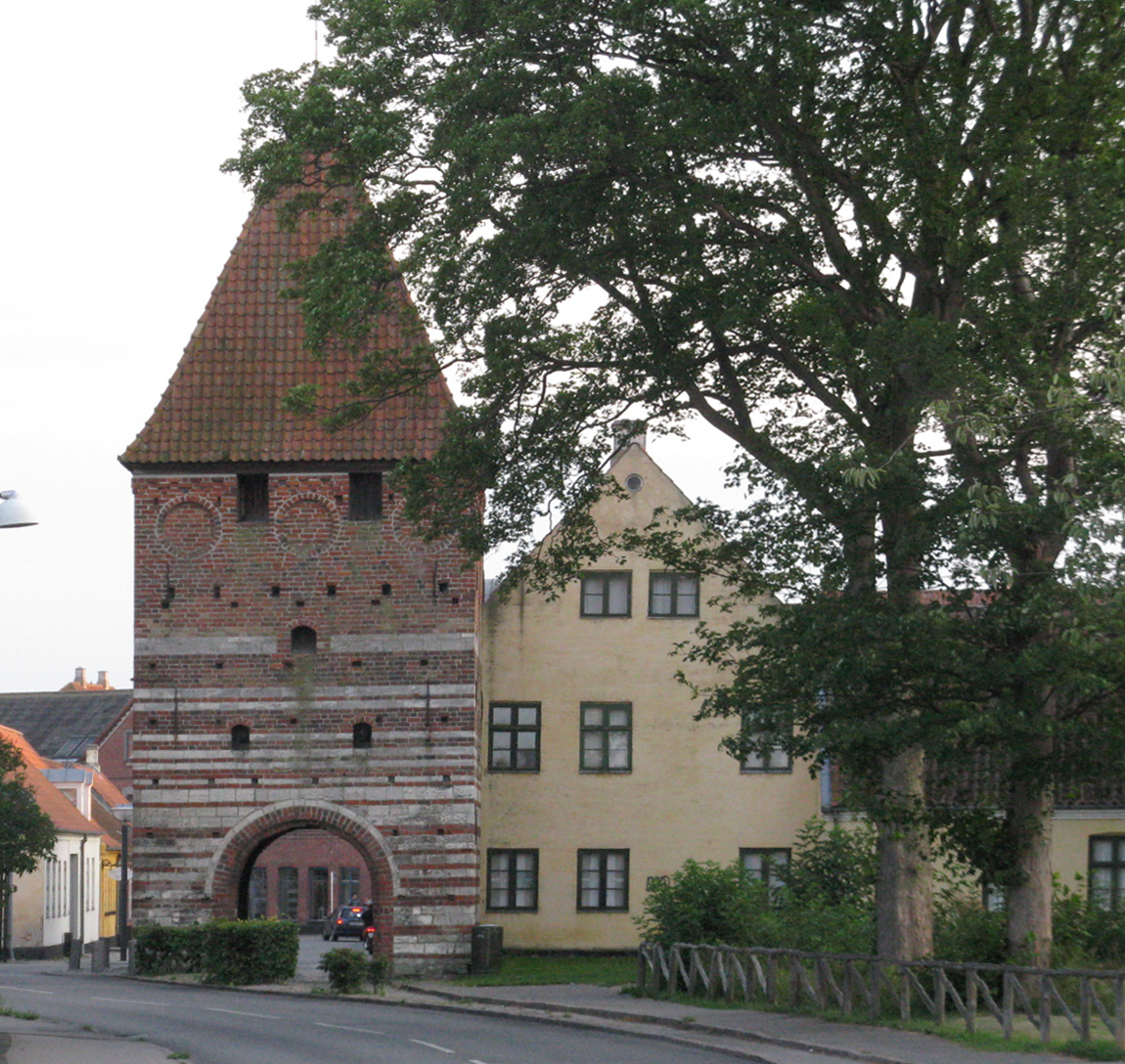
Mölleporten sedd från nordost

Mølleporten i Stege på ön Møn i Danmark är en av två bevarade stadsportar i Danmark. 
Mölleporten var den norra av tre stadsportar i Stege, i förlängningen av nuvarande Storegade. De övriga två låg västerut i förlängningarna av Langegade och Skammestræde, nuvarande Raadstuestræde. Den är ett murat porttorn i fyra våningar med tak i pyramidform, som var inbyggt i en stadsmur från medeltiden. Mölleporten är troligen uppförd under 1400-talet, men dokumenterad först 1531 i Stege bys bog.  
Byggnaden är uppförd i munkesten (byggnadstegel i större format än dagens) med band av mursten av huggen kalksten, lokalt kallade "kridtsten". I portrummet är golvet av gatsten och väggarna murade med natursten. Alla etageavskiljningar består av tunga bjälklag med brädgolv. 
Mot slutet av 1600-talet inrättades ett fängelse i tornets takvåning. 
Ett beslut av byrådet om att riva Mölleporten togs 1873, då den ansågs vara i vägen för den ökade landsvägstrafiken. Detta rivningsbeslut genomfördes dock inte, efter en aktion av lokala intressenter och en insamling för att möjliggöra en restaurering. I stället förklarades den som byggnadsminne 1895. Samma år genomfördes en restaurering under ledning av Erik Schiødte, vilken avslutades året därpå. En andra restaurering gjordes några år senare och porten fick sitt nuvarande utseende 1902. Vid denna restaurering gjordes omfattande ommurningar av fasaden. Ytterligare ett restaureringsprojekt utarbetades 1909 av Hermann Baagøe Storck, vilket dock inte genomfördes. 
En tullbod för inkrävande av införselavgifter hade uppförts i slutet av 1700-talet på tornets sydsida. Denna tull avskaffades 1852, och boden revs 1896, varefter den utåtgående trafiken leddes runt tornet. År 1988 stängdes tornet helt av för genomgångstrafik.  
Namnet Mölleporten hänsyftar till dess placering i slutet av den tidigare Møllestræde, vilken ledde norrut ut ur staden till Møllemarken, där flertalet av stadens kvarnar var placerade under medeltiden.